# Kondariotissa
Kondariotissa (in greco Κονταριώτισσα?, precedentemente Κουντουριώτισσα, Koundouriotissa) è un villaggio greco nell'unità periferica di Pieria, periferia della Macedonia Centrale. È situata a 9 km a sud di Katerini.
È la località principale dell'ex comune di Dion.
L'occupazione principale è la coltivazione del tabacco.